# 埼玉県専修学校一覧
埼玉県専修学校一覧（さいたまけんせんしゅうがっこういちらん）は、埼玉県の専修学校の一覧。

## 国立専修学校
文部科学省Webサイト内「国立専修学校一覧」より

### 所沢市
- 国立障害者リハビリテーションセンター
- 国立障害者リハビリテーションセンター学院

## 公立専修学校
文部科学省Webサイト内「公立専修学校一覧」より

### さいたま市

#### 緑区
- さいたま市立高等看護学院

### 熊谷市
- 埼玉県立高等看護学院
- 埼玉県農業大学校

### 川口市
- 川口市立看護専門学校

### 春日部市
- 春日部市立看護専門学校

## 私立専修学校

### さいたま市

#### 浦和区
- 浦和専門学校
- 埼玉県理容美容専門学校
- さいたま柔整専門学校

#### 大宮区
- 大宮医師会看護専門学校
- 大宮医療秘書専門学校
- 大宮国際動物専門学校
- 大宮歯科衛生士専門学校
- 東京IT会計公務員専門学校
- 大宮スイーツ&カフェ専門学校
- 大宮ビューティーアート専門学校

- 埼玉動物海洋専門学校
- 呉竹医療専門学校
- 埼玉コンピュータ&医療事務専門学校
- 埼玉福祉保育医療製菓調理専門学校
- 大宮理容美容専門学校

#### 緑区
- 浦和美術専門学校

#### 桜区
- 国際医療専門学校

#### 見沼区
- 埼玉歯科技工士専門学校

#### 岩槻区
- 早稲田医療技術専門学校

### 川口市
- 川口文化服装専門学校
- 済生会川口看護専門学校
- 日本産業専門学校

### 川越市
- 医学アカデミー
- 川越市医師会看護専門学校
- 川越文化ファッション専門学校

- 国際情報経済専門学校
- 埼玉医科大学附属総合医療センター看護専門学校
- 専門学校トータルビューティカレッジ川越

### 所沢市
- 秋草学園福祉教育専門学校
- 国際航空専門学校
- 西武学園医学技術専門学校
- 西武調理師アート専門学校

- 専門学校浜西ファッションアカデミー
- 国立病院機構西埼玉中央病院附属看護学校
- 所沢看護専門学校

### 越谷市
- CAD製図専門学校
- 越谷保育専門学校
- 専門学校東萌ビューティーカレッジ
- 専門学校日本医科学大学校

### 鴻巣市
- 関東福祉専門学校
- 専門学校関東工業自動車大学校

### 和光市
- 朝霞地区看護専門学校

### 新座市
- 中央情報専門学校

### ふじみ野市
- 上福岡高等看護学院
- 西武文理大学附属調理師専門学校
- 東京国際学園外語専門学校
- ホンダテクニカルカレッジ関東

### 戸田市
- 戸田中央看護専門学校
- 蕨戸田市医師会看護専門学校

### 入間市
- 入間看護専門学校

### 上尾市
- 上尾市医師会上尾看護専門学校
- 上尾中央医療専門学校
- 上尾中央看護専門学校
- 埼玉医療福祉専門学校
- 埼玉歯科衛生専門学校

### 久喜市
- 社団法人南埼玉郡市医師会久喜看護専門学校

### 北本市
- 北里大学看護専門学校

### 行田市
- テクノ・ホルティ園芸専門学校

### 飯能市
- 大川学園医療福祉専門学校
- 大川学園高等専修学校
- 飯能看護専門学校

### 坂戸市
- 坂戸鶴ヶ島医師会立看護専門学校

### 吉川市
- 東洋医療福祉専門学校

### 熊谷市
- アルスコンピュータ専門学校
- 熊谷市医師会看護専門学校
- 埼玉県栄養専門学校

- 埼玉県製菓専門学校
- 埼玉県調理師専門学校

### 本庄市
- 本庄情報ビジネス専門学校

### 秩父市
- 秩父看護専門学校

### 深谷市
- 葵メディカルアカデミー
- 深谷大里看護専門学校

### 北足立郡
- 埼玉自動車大学校

### 入間郡
- 専門学校越生自動車大学校
- 埼玉医療福祉会看護専門学校

### 児玉郡
- かんな福祉専門学校
- グルノーブル美容専門学校
- 本庄児玉看護専門学校